# Lucrezia d'Este
Lucrezia d'Este (16. prosince 1535, Ferrara – 12. února 1598, Ferrara) byla italská šlechtična. Narodila se do rodu d’Este a sňatkem se stala vévodkyní z Urbina a Sory a paní z Pesara, Senigallie, Fossombrone a Gubbia.
Byla jednou z nejvzdělanějších žen své doby a významnou patronkou vědců a básníků. Jednání, která zahájila se Svatým stolcem, zachovala suverénní status a tituly vévodství Modena a Reggio pro rod Este.

## Život

### Dětství a rodina
Lucrezia se narodila 16. prosince 1535 ve Ferraře jako třetí dítě a druhá dcera Herkula II. d'Este, vévody z Ferrary, a Renaty Francouzské, vévodkyně z Chartres, hraběnky z Gisors a paní z Montargis. Jejími prarodiči byli vévoda Alfons I. d'Este a Lucrezia Borgia, dcera papeže Alexandra VI.; a francouzský král Ludvík XII. a vévodkyně Anna Bretaňská. Lucrezia dostala jméno po své babičce z otcovy strany.
Díky úsilí své matky Renaty, která zvala k ferrarskému dvoru talentované učitele, obdržela Lucrezia a její sestry Anna a Eleonora excelentní vzdělání. Princezny studovaly staré i moderní jazyky, klasickou literaturu, filozofii, poezii a hudbu. Lucreziinými učiteli byli humanisté Olympia Fulvia Morata, Franciscus Portus, Aonio Paleario a Bartolomeo Ricci. Lucrezia měla ráda divadlo a byla patronkou vědců a básníků. Těmi byli například filozof Francesco Patrizi a básník Torquato Tasso, který jí a její mladší sestře Eleonoře věnoval báseň O figlie di Renata (O dcery Renaty).
Lucreziin život se změnil krátce po smrti jejího otce v roce 1559, kdy se její matka vrátila do své rodné země. Princezna milovala dvorní ceremonie a brzy se začaly šířit drby o jejím chování. Začala si poměr s kapitánem vévodské gardy, hrabětem Ercolem Contrarim; jejich vztah pokračoval i po jejím sňatku. Když to 2. srpna 1575 zjistil její bratr vévoda Alfons II., nařídil, aby je odvezli do vévodského paláce ve Ferraře, a jakmile dorazili, nařídil, aby byl hrabě Contrari před zraky Lucrezie uškrcen. To však neovlivnilo Lucreziino odhodlání učinit vlastní rozhodnutí a po nějaké době vstoupila do nového milostného vztahu s hrabětem Luigim Montecuccolim.

### Nešťastné manželství
Lucrezia zůstala dlouhou dobu neprovdaná. Ve třiceti pěti letech souhlasila se sňatkem s dvacetiletým Francescem Maria II. della Rovere, dědičným princem z Urbina. Princeznino rozhodnutí vdát se bylo v zájmu její rodiny. Primárním účelem manželství zůstalo zabránit nepřítomnosti mužského dědice v hlavní větvi rodu Este; taková absence by si vyžádala navrácení jejich domén Papežskému státu. Vévoda Alfons, Lucreziin bratr, neměl mužské potomky, přestože byl podruhé ženatý. Jediný blízký mužský potomek, který se mohl stát dědicem, byl jejich bratranec Cesare d'Este, markýz z Montecchia, jediný manželský syn Alfonse d'Este, nemanželského (ale později legitimizovaného) syna vévody Alfonse I. Manželský svazek mezi rody Este a Della Rovere měl tedy v případě potřeby dosvědčit vzájemnou podporu mezi oběma dynastiemi.
18. února 1570 se odehrál ve Ferraře svatební obřad, po kterém pár odjel do Pesara. Jako věno Lucrezia obdržela 150.000 dukátů. Vztah čerstvě korunované princezny z Urbina s jejím tchánem byl dobrý. Vévoda Guidobaldo II. della Rovere nezasahoval do koníčků své snachy – poezie, hudby a divadelních představení. Když 28. září 1574 zemřel jeho otec, stal se Francesco Maria II. vévodou z Urbina a jeho manželka Lucrezia vévodkyní. Její vztah s mladším manželem byl vždy složitý; vévoda bez váhání poukázal na to, že nemožnost mít děti zavinila Lucrezia kvůli jejímu stáří, přestože ji sám nakazil syfilidou.
Během těchto let našla Lucrezia velký zdroj útěchy ve svém přátelství s Torquatem Tassem, který sloužil na dvoře vévodkyně v Pesaru a Urbanii. Po osmi letech manželství se díky zprostředkování kardinála Karla Boromejského vévodskému páru z Urbina konečně podařilo dosáhnout rozchodu. 31. srpna 1578 Svatý stolec dovolil páru žít odděleně, ale jejich manželství neanuloval. Lucrezia se vrátila do Ferrary a nadále byla vévodkyní z Urbina. Teprve po její smrti se mohl vévoda znovu oženit a zplodit dědice.

### Pozdější roky
Potom co byl v roce 1575 zavražděn její milenec hrabě Ercole Contrari, měla Lucrezia stále napjatější a obtížnější vztahy s ostatními členy rodiny Este. Lucrezia se stala obránkyní Svatého stolce proti své vlastní rodině a vévodství Ferrara. Toto byla klíčová politická fáze, během níž došlo v roce 1567 k vydání papežské buly Prohibitio alienandi et infeudandi civitates et loca Sanctae Romanae Ecclesiae papežem Piem V., která zakazovala nemanželským dětem (nebo jejich potomkům) udělovat církevní léna.
Smrtí Alfonse II. bez potomků v roce 1597 vymřela hlavní linie rodu Este, která vládla Ferraře od 12. století. V souladu s papežskou bulou Prohibitio alienandi z roku 1567 se vévodství Modena, Ferrara a Reggio navrátila Papežskému státu. Lucrezia byla v této věci důležitým a rozhodujícím spojencem papežství, protože byla zcela nepřátelská k určenému dědici svého bratra, Cesaremu d'Este, který se bál exkomunikování papežem Klementem VIII. Cesare však důvěřoval Lucreziině blízkosti a jejím kontaktům s Římem a podcenil nenávist, kterou k němu a dynastii Este chovala, a poslal ji, aby se setkala s kardinálem Pietrem Aldobrandinim, papežským legátem určeným k převzetí Ferrary. Setkání, známé jako konvence z Faenzy (Convenzione faentina), se uskutečnilo ve Faenze 13. ledna 1598. Bylo dosaženo dohody, podle níž Svatý stolec převzal úkontrolu nejen nad Ferrarou, ale i nad dalšími územími, která s jistotou nebyla papežskými lény a mohla zůstat rodu Este, jako města Comacchio, Lugo, Bagnacavallo a Conselice. Cesare, opuštěný svými zahraničními spojenci, byl nucen přijmout tyto tvrdé podmínky a opustit Ferraru. Lucrezia si dokázala ponechat pro svou rodinu vévodství Modena a Reggio, jejichž investituru zajistil císař Rudolf II.

### Úmrtí
V posledních letech života Lucrezia trpěla zdravotními problémy. Zemřela 12. února 1598 ve věku 62 let ve Ferraře. Pohřbena byla v pohřebišti rodu Este v klášteře Corpus Domini vedle svých rodičů, sourozenců a prarodičů.

## Vývod z předků
|                 |                         |  |                 |                         |  |  |  |  |  |  |  | Niccolò III. d'Este |
|                 |                         |  |                 |                         |  |  |  |  |  |  |  |                     |
|                 | Herkules I. Estenský    |  |                 |                         |  |  |  |  |  |  |  |                     |
|                 |                         |  |                 |                         |  |  |  |  |  |  |  |                     |
|                 |                         |  |                 | Ricciarda ze Saluzza    |  |  |  |  |  |  |  |                     |
|                 |                         |  |                 |                         |  |  |  |  |  |  |  |                     |
|                 | Alfons I. d'Este        |  |                 |                         |  |  |  |  |  |  |  |                     |
|                 |                         |  |                 |                         |  |  |  |  |  |  |  |                     |
|                 |                         |  |                 | Ferdinand I. Ferrante   |  |  |  |  |  |  |  |                     |
|                 |                         |  |                 |                         |  |  |  |  |  |  |  |                     |
|                 | Eleonora Neapolská      |  |                 |                         |  |  |  |  |  |  |  |                     |
|                 |                         |  |                 |                         |  |  |  |  |  |  |  |                     |
|                 |                         |  |                 | Isabella z Chiaromonte  |  |  |  |  |  |  |  |                     |
|                 |                         |  |                 |                         |  |  |  |  |  |  |  |                     |
|                 | Herkules II. d'Este     |  |                 |                         |  |  |  |  |  |  |  |                     |
|                 |                         |  |                 |                         |  |  |  |  |  |  |  |                     |
|                 |                         |  |                 | Jofré Llançol i Escrivà |  |  |  |  |  |  |  |                     |
|                 |                         |  |                 |                         |  |  |  |  |  |  |  |                     |
|                 | Alexandr VI.            |  |                 |                         |  |  |  |  |  |  |  |                     |
|                 |                         |  |                 |                         |  |  |  |  |  |  |  |                     |
|                 |                         |  |                 | Isabel de Borja         |  |  |  |  |  |  |  |                     |
|                 |                         |  |                 |                         |  |  |  |  |  |  |  |                     |
|                 | Lucrezia Borgia         |  |                 |                         |  |  |  |  |  |  |  |                     |
|                 |                         |  |                 |                         |  |  |  |  |  |  |  |                     |
|                 |                         |  |                 | Jacopo Pinctoris        |  |  |  |  |  |  |  |                     |
|                 |                         |  |                 |                         |  |  |  |  |  |  |  |                     |
|                 | Vannozza dei Cattanei   |  |                 |                         |  |  |  |  |  |  |  |                     |
|                 |                         |  |                 |                         |  |  |  |  |  |  |  |                     |
|                 |                         |  |                 | Mencia                  |  |  |  |  |  |  |  |                     |
|                 |                         |  |                 |                         |  |  |  |  |  |  |  |                     |
| Lucrezia d'Este |                         |  |                 |                         |  |  |  |  |  |  |  |                     |
|                 |                         |  |                 |                         |  |  |  |  |  |  |  |                     |
|                 |                         |  | Ludvík z Valois |                         |  |  |  |  |  |  |  |                     |
|                 |                         |  |                 |                         |  |  |  |  |  |  |  |                     |
|                 | Karel Orleánský         |  |                 |                         |  |  |  |  |  |  |  |                     |
|                 |                         |  |                 |                         |  |  |  |  |  |  |  |                     |
|                 |                         |  |                 | Valentina Visconti      |  |  |  |  |  |  |  |                     |
|                 |                         |  |                 |                         |  |  |  |  |  |  |  |                     |
|                 | Ludvík XII. Francouzský |  |                 |                         |  |  |  |  |  |  |  |                     |
|                 |                         |  |                 |                         |  |  |  |  |  |  |  |                     |
|                 |                         |  |                 | Adolf I. Klevský        |  |  |  |  |  |  |  |                     |
|                 |                         |  |                 |                         |  |  |  |  |  |  |  |                     |
|                 | Marie Klevská           |  |                 |                         |  |  |  |  |  |  |  |                     |
|                 |                         |  |                 |                         |  |  |  |  |  |  |  |                     |
|                 |                         |  |                 | Marie Burgundská        |  |  |  |  |  |  |  |                     |
|                 |                         |  |                 |                         |  |  |  |  |  |  |  |                     |
|                 | Renata Francouzská      |  |                 |                         |  |  |  |  |  |  |  |                     |
|                 |                         |  |                 |                         |  |  |  |  |  |  |  |                     |
|                 |                         |  |                 | Richard Bretaňský       |  |  |  |  |  |  |  |                     |
|                 |                         |  |                 |                         |  |  |  |  |  |  |  |                     |
|                 | František II. Bretaňský |  |                 |                         |  |  |  |  |  |  |  |                     |
|                 |                         |  |                 |                         |  |  |  |  |  |  |  |                     |
|                 |                         |  |                 | Markéta Orleánská       |  |  |  |  |  |  |  |                     |
|                 |                         |  |                 |                         |  |  |  |  |  |  |  |                     |
|                 | Anna Bretaňská          |  |                 |                         |  |  |  |  |  |  |  |                     |
|                 |                         |  |                 |                         |  |  |  |  |  |  |  |                     |
|                 |                         |  |                 | Gaston IV. z Foix       |  |  |  |  |  |  |  |                     |
|                 |                         |  |                 |                         |  |  |  |  |  |  |  |                     |
|                 | Markéta z Foix          |  |                 |                         |  |  |  |  |  |  |  |                     |
|                 |                         |  |                 |                         |  |  |  |  |  |  |  |                     |
|                 |                         |  |                 | Eleonora Navarrská      |  |  |  |  |  |  |  |                     |
|                 |                         |  |                 |                         |  |  |  |  |  |  |  |                     |